# Liriomyza lusatiensis
Liriomyza lusatiensis är en tvåvingeart som beskrevs av Erich Martin Hering 1956. Liriomyza lusatiensis ingår i släktet Liriomyza och familjen minerarflugor.
Artens utbredningsområde är Tyskland. Inga underarter finns listade i Catalogue of Life.